# Femme assise (Staël)
Pour les articles homonymes, voir Femme assise.
Femme assise  et  Figure, nu assis, figure accoudée  sont deux huiles sur toile peintes par Nicolas de Staël en 1953 à Lagnes et à Ménerbes. La première est  répertoriée à cette date dans le catalogue raisonné de Françoise de Staël sous  le no 724. Elle précède de très peu Figure, nu assis, figure accoudée, huile sur toile, 89 × 139 cm peinte vers la fin de l"année 1953, répertoriée dans le catalogue sous le no 726. Les deux sujets sont toujours la même femme qu'il désigne parfois sous le nom de Une inconnue, bien qu'il s'agisse de Jeanne Mathieu, qu'il nomme de temps en temps :  Nu debout (nu Jeanne). Cette femme dont il s'est épris et pour laquelle il s'est jeté par la fenêtre n'est en réalité qu'un des motifs du désespoir de Nicolas de Staël qui a toute sa vie vécu entre enthousiasme et accès de mélancolie désespérée. Staël ne connaissait pas la sérénité, ainsi le confirme Bernard Heitz : « Dans sa frénésie de peindre il côtoie sans cesse l'abîme, (...) toujours sur le fil du rasoir, à l'image de Vincent van Gogh qu'il rejoint dans le suicide. »

## Contexte
Staël vient de faire un voyage « familial » en Italie et en Sicile. Au début août 1953, il a entassé dans son Tube Citroën Françoise enceinte de son dernier fils, les enfants, et deux amies. Parmi ces deux amies, se trouve Ciska Grillet une amie de René Char et Jeanne Mathieu dont Staël est déjà amoureux, et avec laquelle, arrivé en Toscane au retour de Sicile, il fait de longues promenades, abandonnant femme, amie, et enfants. 
En Sicile, parmi les ruines de Sélinonte, (province de Trapani), Staël est allé chercher les secrets de l'art grec, la clef des formes stylisées et pures. La Sicile va lui inspirer la série des Agrigente, mais son amour pour Jeanne va accélérer sa recherche sur le nu. Il écrit à Jacques Dubourg : « Je crois que quelque chose se passe en moi de nouveau, et parfois, cela se greffe à mon inévitable besoin de tout casser. Que faire? » L'intégralité de la lettre est reproduite dans le catalogue raisonné de Françoise de Staël. On voit que Dubourg est resté le marchand préféré de Staël, et que  le peintre continue à lui fournir des toiles.
Ces « vacances italiennes » n'ont pas été une détente pour le peintre qui s'enferme au retour, seul dans son atelier de Lagnes puis de Ménerbes, où il peint anonymement Jeanne qui devient son « inconnue », sa « femme assise », son « nu assis figure accoudée » et dont il confie, dans une lettre à René Char : « Je suis devenu un fantôme qui peint des temples grecs et un nu si adorablement obsédant, sans modèle, qu'il se répète et finit par se brouiller de larmes. »
Entre-temps, Paul Rosenberg lui a fait savoir qu'il a vendu tous les tableaux qu'il lui avait envoyé. Staël est donc riche, mais cela ne le console de rien. Il peint désormais avec une fureur fiévreuse et reconnaît, dans une lettre du 17 octobre à Jacques Dubourg: « Je peins dix fois trop, comme on écrase le raisin et non comme on boit du vin »

## Les œuvres
Dans Femme assise, le corps de la femme assise disparaît presque complètement derrière une fine couche de bleu clair dont seul émergent deux jambes croisées, d'un bleu plus foncé et une chevelure noire encadrant une tête dont la forme est donnée par la coiffure. Aucun trait du visage n'est lisible. Elle est assise partiellement sur un siège d'un rose pâle en dégradé qui rappelle la couleur des Indes galantes, partiellement sur un fond bleu noir qui se prolonge sur la gauche de la toile par des taches rouges-orangée, avec, à l'extrémité du tableau, comme pour terminer l'ensemble, une colonne verticale dans les tons dégradés du noir, vert foncé, bleu foncé, mettant fin à un fond blanc bleuté. 
Selon Daniel Dobbels, la tentation pour Staël n'est pas de se mesurer au thème le plus ancien de l'histoire de la peinture, elle est, plus intimement, plus violemment, d'en faire aussi l'épreuve. Car elle répond à une très ancienne question que le peintre se posait déjà en mars 1937 et qu'il exprimait dans une lettre à Madame Fricero. « C'est indispensable, savoir la loi des couleurs, savoir pourquoi les pommes de van Gogh à La Haye de couleur locale nettement crapuleuse semblent splendides, pourquoi Delacroix sabrait de raies vertes ses nus décoratifs aux plafonds, et ces nus semblaient sans taches et d'une couleur de chair éclatante. »
En 1952, Nicolas de Staël est toujours hanté par cette question. Il confie sa perplexité à René Char dans une lettre du 10 avril 1952« (...) Mais voilà, place Saint-Michel, une fille de Marseille qui m'enlève tout le calme pour méditer à mes projets. Une vulgarité René, telle que cela devient sublime, et ronde comme une pierre tendre. Dieu sait si j'arrive à faire un nu avec ce phénomène, mais je n'ai jamais vu un volume pareil à vingt ans . »
L'année suivante, Femme assise ne reproduit plus un volume pareil, mais une légèreté voisine de L'esquisse d'un portrait ainsi que la qualifie Harry Bellet, et dont Antoine Tudal explique le dépouillement par la méthode de Nicolas de Staël qui dessine d'abord avec une grande précision, « puis une succession d'étapes l'amènent au dépouillement qui lui permet de rester face à face avec la peinture et la forme. »
Femme assise (Staël)  et Figure, nu assis, figure accoudée  sont deux toiles présentées à l'exposition du Château Grimaldi jusqu'au 7 septembre 2014. L'exposition est intitulée : La figure à nu, hommage à Nicolas de Staël, à l'occasion du centenaire de la naissance du peintre, sur le thème du nu et de la figure féminine. Le reportage vidéo de V. Varin, E. Jacquet, et N. Brancato  présente, dans l'ordre, les œuvres suivantes : Nu couché bleu (1955), Figures (Staël) (1953), Femme assise (Staël) (1953), Figure, nu assis, figure accoudée 1953, une version du Le Parc des Princes, (1952), Portrait d'Anne (1953), Le Concert (Le Grand Concert : L'Orchestre), 1955, huile sur toile 350 × 600 cm (1955), dernier tableau de Staël appartenant au Musée Picasso (Antibes), avec les commentaires de Anne de Staël, fille du peintre, et de Jean-Louis Andral, directeur des musées d’Antibes .